# マリー・ボンファンティ

マリー・ボンファンティ（1909年）

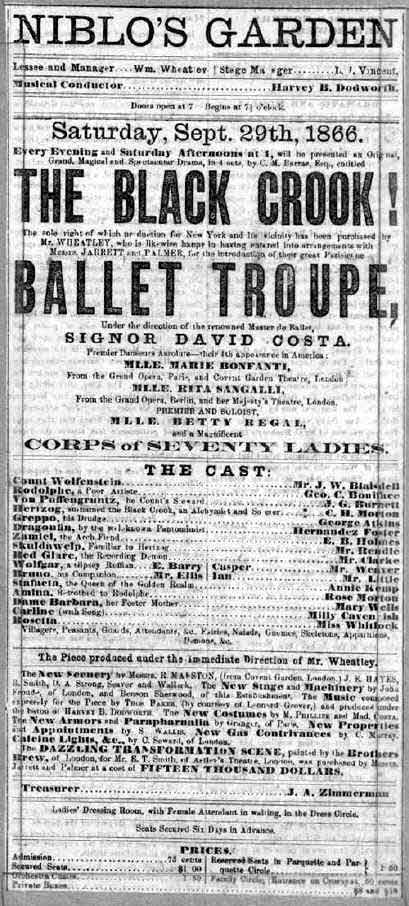
『黒衣の盗賊』のポスター、1866年。

マリー・ボンファンティ（Marie Bonfanti、1845年2月16日 - 1921年1月25日）は、イタリア出身のバレエダンサー・バレエ指導者である。イタリアやロンドンで舞台に立った後にアメリカ合衆国に渡り、『黒衣の盗賊』（The Black Crook）という作品に出演して人気を得た。アメリカ合衆国でバレエダンサーとして活躍し、現役を退いた後はニューヨークで後進の指導にあたった。ルース・セント・デニスの師として知られ、アメリカ合衆国のバレエ発展に貢献した人物である。

## 生涯
ミラノの生まれ。ミラノ・スカラ座のバレエ学校でカルロ・ブラジスに師事し、個人的な指導も受けていた。1860年代の前半に舞台デビューし、イタリアやロンドンで踊った。
1866年、ボンファンティはアメリカ合衆国に渡り、その地での活動を開始した。契約に際して、彼女は常に「プリマ・バレリーナ・アッソルータ」の称号を要求していたという。渡米後のボンファンティは、「大パリ・バレエ団」（Great Parisienne Ballet Troupe）に加入し、同じくミラノ出身のリタ・サンガッリとともにプルミエール・ダンスーズを務めることになった。
ボンファンティはその年の9月10日にブロードウェイにあったニブロズ・ガーデン劇場（en:Niblo's Garden）に初登場した。大パリ・バレエ団は、同劇場で9月12日に初演された『黒衣の盗賊』という作品に出演した。この作品は、人間の魂を毎年1人ずつ悪魔に捧げるという契約を結んだ通称を『黒衣の盗賊』というペテン師と、その犠牲になりかかる若い恋人たちの物語であった。『黒衣の盗賊』は純粋なバレエ作品ではなく、音楽・ダンス・演劇を取り混ぜた1大スペクタクル作品で上演には4時間半を費やしたという。この作品はニューヨークで16か月も続演するほどの大成功を収め、その後アメリカの各地を巡演した。なお、『黒衣の盗賊』は後世の人から「アメリカ・ミュージカルの始祖」と言われるほどの重要な作品と評価され、アメリカの舞台芸術史上に大きな位置を占めている。
ボンファンティはその後アメリカ合衆国の各地を巡演し、『黒衣の盗賊』のようなミュージカル・レヴューにいくつか出演した。1882年7月15日、メトロポリタン・アルカサル・コンサートホールでの『シルヴィア』（レオ・ドリーブ作曲）にも出演している。彼女はミラノ・イタリア大歌劇団という団体のプリマ・バレリーナを務め、またニューヨークのメトロポリタンオペラ歌劇場（en:Metropolitan Opera House (39th St)）のプリマ・バレリーナを1885年と1886年の両年に務めた。
ボンファンティの舞踊表現における活動は、1860年代の半ばから20世紀の初頭にわたって広範に継続し、アメリカ合衆国のバレエ発展と普及に大きな貢献を果たした。彼女は1892年に一度引退したが、1901年8月に復帰して、かつて大パリ・バレエ団でともに踊ったリタ・サンガッリと合同でメトロポリタンオペラ歌劇場で公演を行った。引退後にニューヨークで舞踊学校を開設し、1916年まで指導にあたった。アメリカ合衆国におけるモダン・ダンスの先駆者の1人として知られるルース・セント・デニスは彼女の教え子であった。ボンファンティはジョージ・ホフマンという男性と結婚している。